# Algirdas
Algirdas (latin: Olgerdus), född omkring 1296, död maj 1377, var regerande storfurste av Litauen.